# Швейцарський національний парк
Швейцарський національний парк (нім. Schweizerischer Nationalpark, фр. Parc National Suisse) — природоохоронна територія, розташована в західній частині Ретийських Альп, в східній частині Швейцарії, в кантоні Граубюнден, в долині Енгадін на кордоні з Італією. З 1979 року є біосферним заповідником ЮНЕСКО. Парк займає висоти від 1400 до 3173 метрів над рівнем моря і включає ліси (третина території парку), альпійські луки (20 %), голі скелі або осипи. Сосна гірська є панівним видом дерев. Середньорічна температура становить 0°С, річна кількість опадів 1140 мм, кількість сонячних годин на рік на позначці 1900. Вся територія суворо охороняється і не заселена. Близько 150 000 осіб щорічно відвідують біосферний заповідник (2002). Прогулянки обмежені маркованими маршрутами (80 км) протягом літнього сезону (червень–жовтень); пси не допускаються. Щороку близько 50 дослідників з Швейцарії і з-за кордону проводять наукові дослідження в цій області. Знакові тварини: Colias phicomone, Lynx lynx, Gypaetus barbatus, Lagopus muta, Capra ibex. Знакові рослини: Leontopodium alpinum, Aster alpinus, Linaria alpina, Androsace helvetica, Pinus mugo, Pinus cembra. Швейцарський національний парк — найбільша заповідна територія Швейцарії, а також перший національний парк у Альпах — цінний багатством флори і фауни й своїми недоторканими альпійськими ландшафтами.

## Екологічний  впливу туризму
Туризм має як позитивний, так і негативний вплив на Швейцарський національний парк.
Позитивні впливи:
- Підвищення обізнаності: Туризм може підвищити обізнаність про важливість збереження природних ресурсів та дикої природи. Відвідувачі парку можуть дізнатися про екосистему Альп та про те, як важливо захищати її.
- Фінансування природоохорони: Кошти, отримані від туризму, можуть бути використані для фінансування природоохоронних заходів, таких як дослідження, відновлення середовища існування та боротьба з браконьєрством.
- Підтримка місцевої економіки: Туризм може створити робочі місця та стимулювати місцеву економіку в громадах, розташованих поблизу парку.[4]

Негативні впливи:
- Забруднення: Туристи можуть генерувати сміття, забруднювати воду та ґрунт, а також шумом.
- Зміна середовища існування: Будівництво туристичних інфраструктур, таких як дороги та готелі, може призвести до фрагментації середовища існування та руйнування природних місць існування.
- Вплив на дику природу: Туристи можуть турбувати диких тварин, спричиняючи їм стрес і змінюючи їхню поведінку.

## Галерея

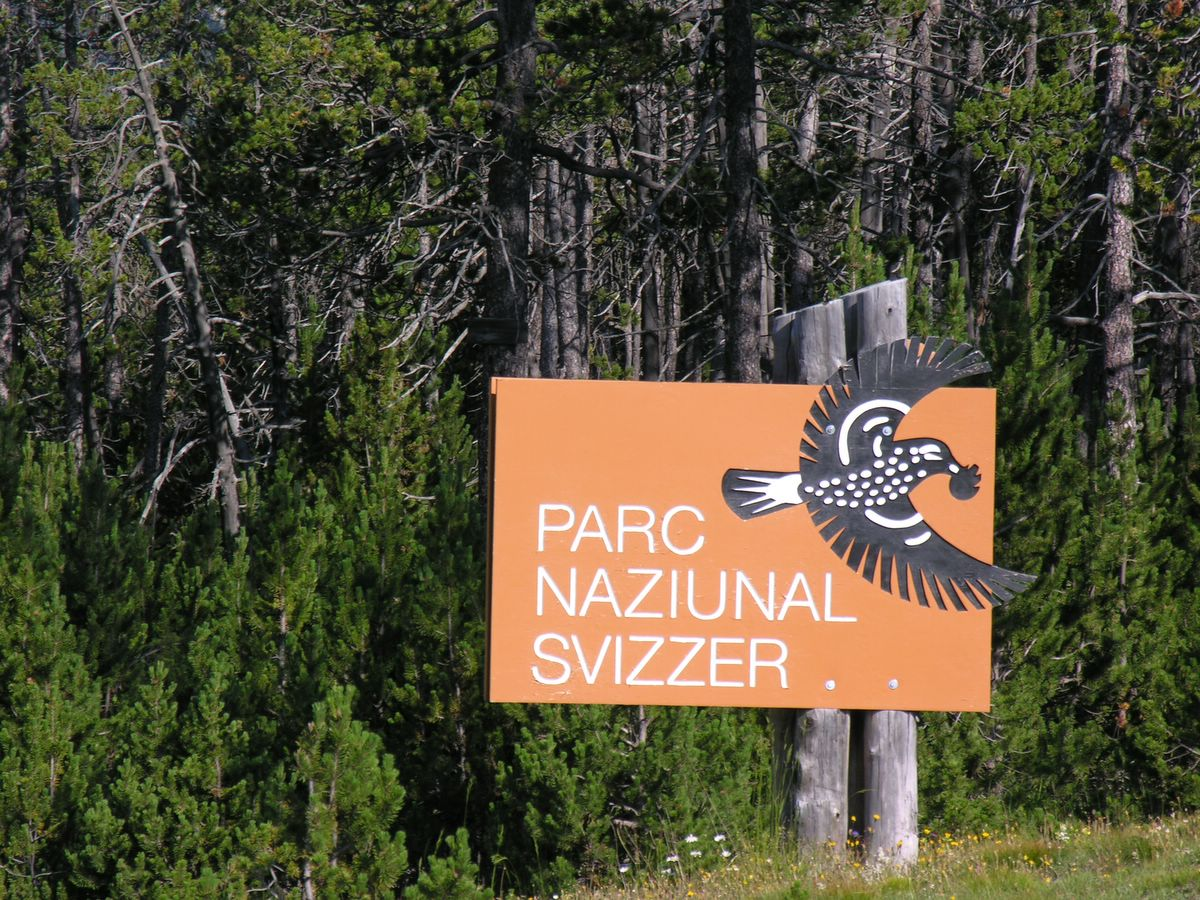
Логотип
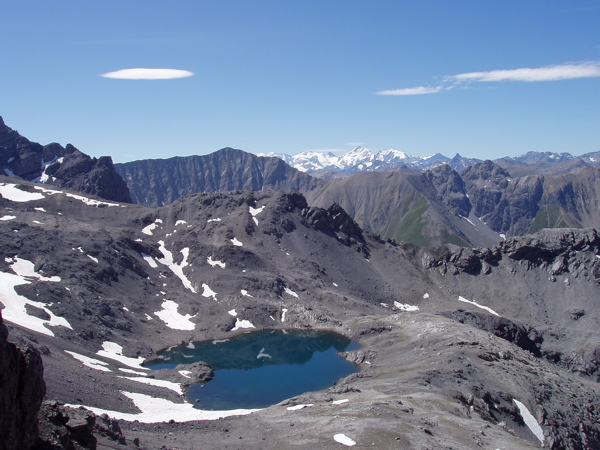
Високогірний природний ставок
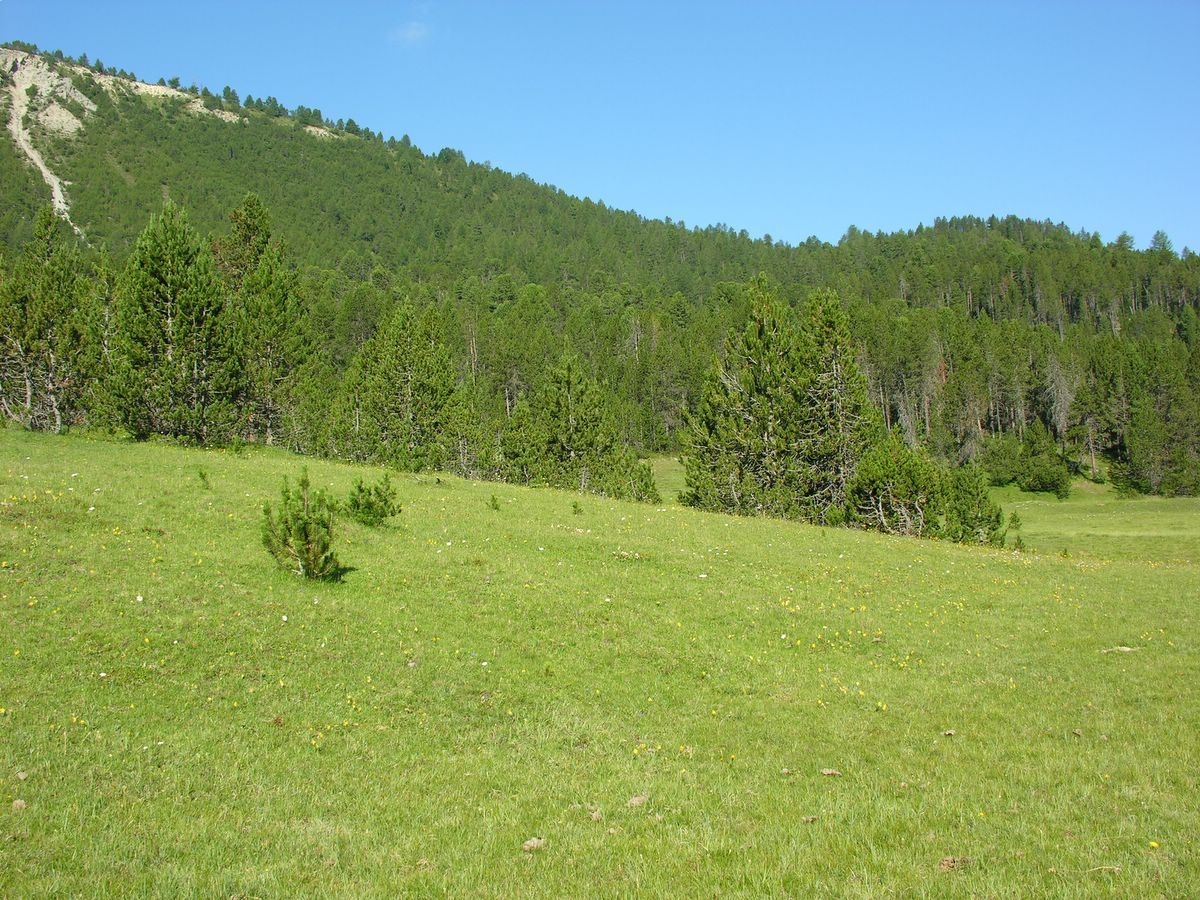
Поле з фоном хвойного лісу